# Azra (Tigzirt)
Pour les articles homonymes, voir Azra.
Azra est un village situé dans la commune de Tigzirt, wilaya de Tizi-Ouzou, région de Kabylie, en Algérie. Azra est élu le village le plus propre de la wilaya de Tizi-Ouzou de l'année 2020,. 

## Géographie
Le village d'Azra est situé sur une colline avec une vue sur la mer Méditerranée.

## Histoire
Le village est batie sur une ancienne carrière de pierre, d'où son toponyme Azra qui signifie pierres. 

## Économie
L'économie du village s'appuie essentiellement sur l'agriculture basée sur la polyculture et l'élevage. 